# Sunnee
Yang Yunqing, (chinois : 杨芸晴 ; chinois traditionnel : 楊芸晴 ; pinyin : Yáng Yúnqíng) (en thaï : Лเกวลิน บุญศรัทธา) née le 26 septembre 1996 à Bangkok, est une chanteuse et actrice  thaïlandaise. Elle débute en 2011 avec A'N'D.

## Discographie

### Avec JKT48
- How's the Weather Today? (2020)
- 秘ME (2021)
- 计划外惊喜  (2022)